# Margarinotus umbrosus
Margarinotus umbrosus är en skalbaggsart som först beskrevs av Thomas Casey 1893.  Margarinotus umbrosus ingår i släktet Margarinotus och familjen stumpbaggar. Inga underarter finns listade i Catalogue of Life.